# Repubblica di Connacht
La Repubblica Irlandese del 1798, più nota nella storiografia moderna come Repubblica di Connacht, fu uno Stato autoproclamato, di assai breve durata, sorto in Irlanda nel 1798, grazie all'aiuto di volontari provenienti dalla Francia.
La repubblica fu proclamata subito dopo la vittoria delle forze francesi e irlandesi, sotto il comando del generale francese Jean Joseph Amable Humbert, nella battaglia di Casteblar; come presidente fu scelto John Moore.
I confini della repubblica limitata al Connacht furono molto vaghi con piccole scaramucce tra le forze britanniche e quelle franco-irlandesi e l'esistenza di questo Stato fantoccio fu alquanto travagliata nella sua brevità. Non coperto da alcun trattato, fu trattabile dagli inglesi come un gruppo illegale di ribelli.
Sconfitta definitivamente nella battaglia di Ballinaluck la repubblica cessò di esistere nel giro di un mese. Tutti i rivoltosi irlandesi furono massacrati.